# Herb Karczewa
Herb Karczewa – jeden z symboli miasta Karczew i gminy Karczew w postaci herbu.

## Wygląd i symbolika
Herb przedstawia w czerwonej tarczy herbowej lewy profil białego baranka z uniesioną przednią prawą nogą. Nad barankiem złota korona z dziewięcioma pałkami.

## Historia
Herb pochodzi z nadania Franciszka Bielińskiego w przywileju wydanym 23 czerwca 1768. Użyty w dokumencie zwrot „odtąd – [miasto] znaczyć się zaś, czyli pieczętować odtąd powinno BARANKIEM z wyrżniętą nad tymże samym koroną” – wskazuje na to, że wcześniej Karczew używał innego herbu. Nie wiadomo jednakże, jakiego. Można jedynie przypuszczać, iż był to herb rodowy założycieli Karczewa – Jana i Franciszka Karczewskich, czyli Jasieńczyk, przedstawiający z błękitnej tarczy herbowej złoty klucz w słup, „zębami w prawą stronę tarczy zwrócony”. Herb z barankiem pochodzi od herbu szlacheckiego Junosza, używany jest w niezmienionej postaci od czasu jego nadania.